# Material
Un material es un elemento que puede transformarse y agruparse en los grupos de un conjunto. Los elementos del conjunto pueden tener naturaleza real, naturaleza virtual o ser totalmente abstractos. Por ejemplo, al conjunto formado por un  cuaderno, témperas, plastilinas, etc., se puede denominar material escolar. Al conjunto de cemento, acero, grava, arena, etc. se le puede llamar materiales de construcción. Se habla de material educativo refiriéndose a elementos como pinturas, lienzos, papel, etc.; pero también puede contener elementos abstractos como el conocimiento divulgado en los libros, la didáctica, o el apoyo multimedia y audiovisual.
El material puede ser simple o complejo. Y también homogéneo o heterogéneo.
La palabra material adquiere diferentes significados según el contexto en el que se encuentre:
- En ciencia, un material es cualquier conglomerado de materia o masa.
- En química, cualquier sustancia o mezcla de sustancias de lo que están hechas las cosas.
- En ingeniería, un material es una sustancia (elemento o, más comúnmente, compuesto químico) con alguna propiedad útil, sea mecánica, eléctrica, óptica, térmica o magnética.
- En economía, material se refiere a un recurso utilizado en la alimentación de un proceso productivo.
- Para un artista el material constituye todo aquel elemento que pueda transformar en un objeto artístico.

## Definición y etimología
La palabra "material" proviene del latín materialis, que significa "perteneciente a la materia" o "hecho de material". Se deriva de la palabra materia, que en latín hacía referencia tanto a la sustancia física como a la causa o fundamento de las cosas. En su origen, el término no solo se limitaba a los elementos tangibles, sino que también tenía un componente filosófico asociado a la idea de lo que forma la base de la realidad. Con el tiempo, su uso se fue extendiendo al campo de las ciencias y la tecnología, donde se refiere de manera específica a los recursos utilizados para crear productos u objetos.

## Materiales
En la naturaleza existen una infinidad de materiales que pueden componer a los distintos tipos de roca, de suelo o de yacimientos minerales que son acumulaciones de petróleo, asfalto, gas natural, helio, etc.
Los materiales trazan la historia de la humanidad. Al sistema de las tres edades prehistóricas (Edad de Piedra, Edad de Bronce, Edad de Hierro) le sucedieron las edades históricas: edad del acero en el siglo XIX, edad de los polímeros a mediados del siglo XX (edad del plástico) y edad del silicio en la segunda mitad del siglo XX.
Los materiales se dividen en dos tipos, los naturales y los sintéticos o más bien dicho, materias primas naturales que se obtienen de la naturaleza y que el hombre las utiliza a su antojo y la materia prima sintética, que es elaborada por el hombre, mediante la manipulación y a veces mezcla de materia prima natural.

### Clasificación de materiales por su origen o naturaleza

#### Materiales naturales
Son aquellos que se encuentran en la naturaleza sin la intervención del ser humano. Algunos ejemplos son la madera, las piedras, el algodón, el hierro extraído de minas y las arcillas. Estos materiales han sido utilizados desde tiempos prehistóricos y continúan siendo esenciales en la producción de muchos objetos y estructuras.

#### Materiales sintéticos o artificiales
Son aquellos creados por el ser humano mediante procesos industriales, generalmente a partir de recursos naturales. Los plásticos, los metales aleados (como el acero), el vidrio y los compuestos son ejemplos de materiales sintéticos. Estos materiales no existen de forma natural, sino que se obtienen mediante la transformación de elementos o compuestos naturales.

#### Materiales compuestos
Los materiales compuestos son aquellos que se obtienen a partir de la combinación de dos o más materiales diferentes, con el objetivo de obtener un material con propiedades superiores a las de los componentes individuales. Un ejemplo clásico es el concreto u hormigón, compuesto por cemento, agua, arena y grava. Otros ejemplos incluyen materiales como los plásticos reforzados con fibra de carbono o los composites usados en la industria aeroespacial.

#### Materiales orgánicos e inorgánicos
Los materiales orgánicos contienen carbono en su estructura molecular y, por lo general, son derivados de organismos vivos. Entre ellos se incluyen materiales como la madera, los productos petroquímicos (plásticos) y las fibras naturales. Por otro lado, los materiales inorgánicos no contienen carbono (salvo excepciones como el carbono en su forma elemental o el grafito o el diamante) y son, en su mayoría, minerales como las piedras, los metales y las cerámicas.

#### Semiconductores
Los semiconductores son materiales que poseen propiedades eléctricas intermedias entre los buenos conductores y los aislantes. Sus características eléctricas pueden cambiar mucho con la presencia de impurezas. Las impurezas son muy pequeñas concentraciones de átomos de otros elementos químicos que en un semiconductor es necesario controlar. Con estos materiales se realizan los circuitos integrados usados en electrónica, ubicua en el mundo moderno.

## Materiales tecnológicos
La civilización actual es esencialmente tecnológica. La industria, en todas sus vertientes, exige el uso de maquinaria de alta potencia y la utilización de materiales muy diversos con destinos muy diferentes. Varios ejemplos de ello son: la construcción de puentes y viaductos; el diseño y construcción de edificios de grandes alturas y capacidad de poblamiento; la presencia de grúas y excavadoras para el trazado y ejecución de autopistas; la puesta en el mercado de vehículos cada vez más seguros, veloces y potentes, etc.
Conseguir estos objetivos supone conocer qué materiales son los más idóneos para una mejor utilización, cuáles serán sus propiedades, su reacción ante las condiciones físico-químicas a las que van a ser expuestos, etc.
A su vez, la tecnología genera residuos. cada vez es más importante la gestión del ciclo de vida de los materiales, teniendo en cuenta que la inmensa mayoría no son renovables y hay una disponibilidad finita en el planeta.

### Lista de materiales tecnológicos
- Materiales metálicos (acero, hierro, fundición, aluminio, estaño, plomo)
- Materiales pétreos
  - No aglomerantes
    - Rocas barro y agua
    - Arena
    - Grava

  - Aglomerantes (cemento, yeso, mortero, hormigón)
  - Cerámicos (arcilla, barro, loza, refractario, y porcelana)
  - Vidrio
- Fibras Textiles
  - Vegetal (algodón, lino, esparto, papel)
  - Animal (lana, seda, cuero)
  - Mineral amianto, oro, plata, cobre
  - Sintéticas rayón, licra
- Madera
  - Dura Haya, Roble, Cerezo, Caoba
  - Blandas Pino, Abeto, Chopo
  - Prefabricadas contrachapado, tablero Aglomerado, tablero de fibra de densidad media, Celulósicos (papel, cartón, cartulina), Corcho
- Materiales plásticos
  - Termoplásticos (PET, PVC, poliestireno, polietileno, metacrilato, teflón, celofán, nailon)
  - Termoestables (poliuretano, baquelita, melamina)
  - Elastómeros (látex, caucho, neopreno, goma)
- Materiales compuestos
  - Fibra de vidrio
  - Ablativo

#### Tipos de materiales
- Material biocontemplal
- Material fotosensible
- Material hereditario
- Materiales inteligentes
- Material orgánico
- Material de laboratorio
- Material parental
- Material peligroso
- Material refractario
- Material natural
- Material sintético
- Material de construcción

## Clasificación según el tipo de las uniones atómicas
Los materiales se pueden clasificar según su estructura atómica Podemos distinguir :
- Materiales metálicos, que implican una unión metálica (Enlace metálico): materiales duros, rígidos y plásticamente deformables. Se trata de metales o aleaciones metálicas: hierro, acero, aluminio, cobre, bronce, hierro fundido, etc. Los metales y sus aleaciones son generalmente buenos conductores del calor y la electricidad, opacos a la luz visible que reflejan;
- Materiales orgánicos o polímeros orgánicos – enlace covalente y enlace secundario: materiales formados por moléculas que forman largas cadenas de carbono, materiales fáciles de moldear, rara vez resisten temperaturas superiores a 200 °C. Se trata de materiales de origen animal, vegetal o sintético: madera, algodón, lana, papel, cartón, plástico, caucho, cuero, etc. Casi siempre son aislantes térmicos y eléctricos;
- Materiales minerales o cerámicos – enlace iónico y enlace covalente: materiales inorgánicos caracterizados por su resistencia mecánica y térmica (refractarios). Se trata de rocas, cerámicas o vidrio: porcelánico, piedra natural, yeso, etc. ;
- Materiales compuestos. Se trata de ensamblajes de al menos dos de los tres tipos de materiales ya mencionados, inmiscibles: plásticos reforzados con fibra de vidrio, fibra de carbono o Kevlar, contrachapado, hormigón, hormigón armado, etc.

## Propiedades de los materiales
Los materiales tienen diversas propiedades que determinan su comportamiento bajo diferentes condiciones. Las principales propiedades incluyen:

### Propiedades mecánicas
Propiedades relacionadas con la resistencia y la elasticidad de un material. La resistencia a la tracción, la compresión, el impacto y la flexión son ejemplos de propiedades mecánicas.

### Propiedades térmicas
Determinan cómo un material reacciona frente a variaciones de temperatura. La conductividad térmica, y la expansión térmica son características clave en este ámbito.

### Propiedades eléctricas
Incluyen la conductividad eléctrica, que es la capacidad de un material para transmitir electricidad. Los metales son buenos conductores, mientras que los plásticos suelen ser aislantes.

### Propiedades magnéticas
Están relacionadas con la reacción de un material frente a campos magnéticos. También con la creación de un campo magnético propio de forma natural. Características importantes son la Permeabilidad magnética, resiliencia magnética, el Ferromagnetismo.

### Propiedades ópticas
Se refieren a cómo un material interactúa con la luz, incluyendo su transparencia, reflexión, refracción y absorción. El vidrio, por ejemplo, es transparente, mientras que los materiales opacos como el hierro no permiten el paso de la luz.

### Propiedades químicas
Involucran la reacción de un material frente a diferentes sustancias químicas. La corrosión, la oxidación y la resistencia a productos químicos son aspectos relevantes en esta categoría.

## Ingeniería de materiales
La ingeniería es una técnica que tiene como objetivo transformar un producto bruto en un producto que tenga una función deseada por el usuario. Esta transformación,  la concepción mecánica (mecánica aplicada), está sujeta a cuatro interacciones fundamentales: la función, el material, geometría y el proceso.
La “función de servicio” se modela como un “sistema técnico” que representa cada pequeña parte de un mecanismo. Proviene de una especificación o pliego de condiciones. Luego se utiliza un “análisis del valor” de cada parte para evaluar los objetivos de optimización. La ingeniería de materiales se interesa por las propiedades mecánicas (resistencia de materiales), su comportamiento bajo la acción de fuerzas y limitaciones externas. Para ello disponemos de una gran cantidad de leyes de la física que llamamos “leyes del comportamiento” (estática, dinámica, etc.). En la resistencia de los materiales, la geometría siempre interviene en estas leyes de comportamiento. La ingeniería de materiales en ese momento se interesa habitualmente por otras características de los materiales: físicas, térmicas, eléctricas, medioambientales, de seguridad y económicas.
Finalmente, como el material debe ser transformado, tener en cuenta el proceso es fundamental. La dificultad en esta etapa es que hay muchas con características muy diferentes: moldeo, extrusión, soplado; máquina con fresa, alambre, tratado con agua, láser, ácido; moler, pulir, erosionar, electroformar; forjar, fundir, sinterizar; corte, estampado, etc. En cada una de estas etapas, el material es central porque es en última instancia el objeto o soporte de un servicio.

## Ensayos de materiales
Para cuantificar el comportamiento de los materiales respecto a alguna propiedad es necesario someterlos a pruebas o ensayos específicos por cada propiedad. Los ensayos son procedimientos normalizados que permiten conocer y medir las propiedades de los materiales, los defectos de los productos elaborados y la respuesta que presentan en determinadas condiciones de trabajo.

### Ensayos de propiedades mecánicas
Los ensayos de propiedades mecánicas son esenciales para determinar el comportamiento de los materiales bajo diversas condiciones. Estas pruebas evalúan propiedades como la resistencia, ductilidad, dureza, tenacidad y elasticidad, proporcionando información crítica para la selección de materiales en aplicaciones específicas.
El ensayo de tracción es uno de los métodos más comunes, utilizada para medir la respuesta de un material a la tensión uniaxial. El ensayo consiste en estirar una muestra hasta que se rompa, lo que permite determinar propiedades como la resistencia al límite elástico, la resistencia última a la tracción y la elongación. El ensayo de compresión, por otro lado, aplica una fuerza compresiva a un material para determinar su comportamiento bajo compresión, siendo útil para materiales que están principalmente sometidos a cargas de compresión, como el concreto y las cerámicas.
El ensayo de dureza determina la resistencia de un material a la indentación o al rayado en su superficie. Los métodos más comunes incluyen los ensayos Rockwell, Brinell y Vickers, cada una adecuada para diferentes tipos de materiales. El ensayo de impacto, como el ensayo Charpy o Izod, evalúa la capacidad de un material para absorber energía durante un impacto repentino, proporcionando información sobre su tenacidad y fragilidad a diferentes temperaturas.
El ensayo de fatiga evalúa la resistencia de un material a cargas cíclicas, simulando las condiciones que los materiales podrían experimentar en aplicaciones reales. Finalmente, el ensayo de fluencia mide la deformación de un material bajo una tensión constante a altas temperaturas durante períodos prolongados, lo cual es importante para materiales utilizados en entornos de alta temperatura.

## Aspectos comerciales
Los flujos de materiales en la producción según la teoría de la producción y los flujos de materiales en la gestión de materiales (otra disciplina de la administración de empresas) no tienen por qué estar sincronizados entre sí, ya que el departamento de compras de una empresa de producción generalmente planifica e impulsa los procesos de compras de manera completamente diferente. que los procesos de producción reales. Sólo con una producción justo a tiempo es posible una sincronicidad óptima. La forma en que se planifican e impulsan los procesos de adquisiciones depende en gran medida de la confiabilidad de las cadenas de suministro individuales. Por lo tanto, el proceso previo a la adquisición de una determinada materia prima, producto semiacabado, material auxiliar o material operativo puede ser completamente diferente en la práctica operativa, dependiendo de la fiabilidad de la cadena de suministro. En tiempos de agitación económica global, los principios de contratación como el justo a tiempo o el justo en secuencia sólo pueden implementarse de forma limitada; Por tanto, un objetivo de optimización al que hay que aspirar es lograr una sincronización aproximada entre la producción y la gestión de materiales.